# سانتا هلنا دل اوپون
سانتا هلنا دل اوپون (انگلیسی: Santa Helena del Opón) نام یک منطقه مسکونی در کلمبیا است.